# ГЕС Svelgen IV
ГЕС Svelgen IV  – гідроелектростанція на півдні Норвегії за дев’ять десятків кілометрів на південний захід від Алесунна. Використовує ресурс  із річок, котрі впадають до невеликих заток Норвезького моря на південь від острова Bremangerlandet.
В межах проекту на річці Norddalselva (впадає до Norddalsfjorden, який сполучається із морем через Botnafjorden та Arebrotsfjorden) створили велике водосховище Storbotnvatn, котре має корисний об’єм 117,9 млн м3. Через тунель довжиною кілька сотень метрів до нього також подається додатковий ресурс із водозабору на elv fra Myrbærdalsvatna, лівій притоці Norddalselva, котра впадає нижче за сховище.
Із Storbotnvatn у північно-західному напрямку прямує дериваційний тунель довжиною понад 9 км, який на своєму шляху сполучений з водозабором на струмку elv fra Vasskarvatna, що впадає праворуч до річки Riseelva, яка завершується у Nordgulen (одна з трьох гілок фіорду Gulen, котрий через Froysjoen сполучається із морем північніше від згаданого вище Arebrotsfjorden). До головного тунелю також приєднується бічна водозбірна траса, котра включає два послідовні тунелі загальною довжиною біля 2 км та водозабори на Riseelva і її лівих допливах струмках Stavevatnelva та Handkledalsbekken.
Основне обладнання станції становить одна турбіна типу Френсіс потужністю 50 МВт, яка використовує напір у 360 метрів та забезпечує виробництво 278 млн кВт-год електроенергії на рік.
Відпрацьована вода по тунелю довжиною біля 0,5 км відводиться до Nordgulen.